# Reşat Nuri Güntekin
Reşat Nuri Güntekin (Isztambul, 1889. november 25. – London, 1956. december 7.) török regény-, novella- és drámaíró.
Legismertebb regénye, a Çalıkuşu (Madárka) egy fiatal török tanárnő sorsáról szól Anatóliában. További jelentős regényei közé tartozik a Dudaktan Kalbe és a Yaprak Dökümü.
Az írói tevékenysége mellett számos közhivatalt is betöltött. A török parlament képviselője és az Állami Oktatási Minisztérium főfelügyelője volt.

## Élete és munkássága
Apja katonaorvos-őrnagy volt a hadseregben. Folyékonyan beszélt perzsául, arabul és franciául, és egyszer azt mondta a fiának: „Úgy akartalak nevelni, mint Emile-t Rousseau regényéből.” Arra biztatta a fiát, hogy jobban ismerje meg az embereket és a természetet, gondolkodjon rajtuk. Mindez fontos szerepet játszott Reşat írói fejlődésében.

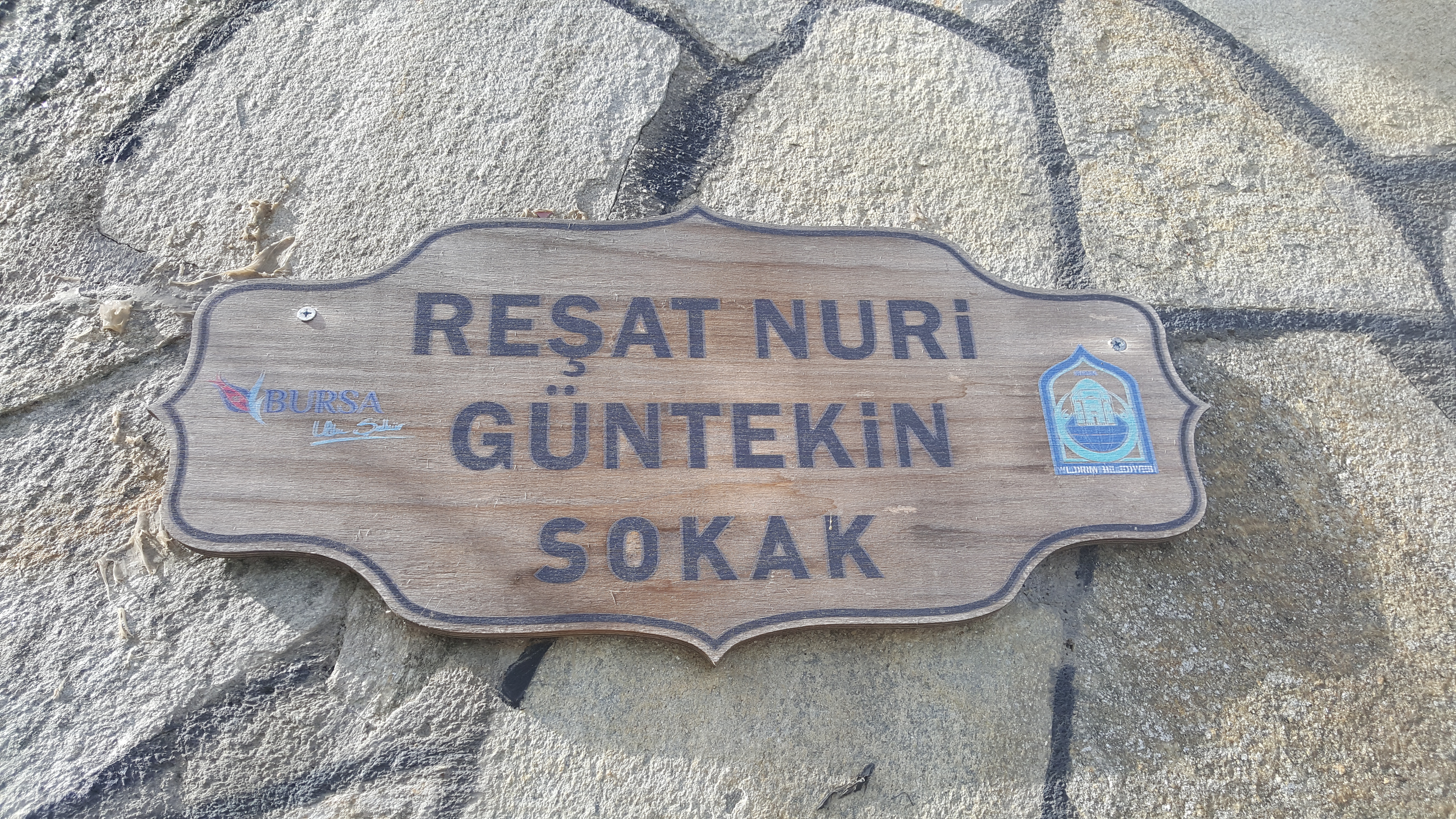
Reşat Nuri Güntekin utca
Bursában

Az alap- és középiskolát Çanakkalében végezte el, később İzmirben tanult. 1912-ben szerzett diplomát az isztambuli egyetem irodalomtudományi szakán. Tanárként és igazgatóként dolgozott Bursa és Isztambul középiskoláiban. Az író több isztambuli iskolában tartott irodalom- , török- , filozófiai órákat, és vezetői munkát is végzett. 1931-ben a Nemzetoktatási Minisztérium felügyelője. Çanakkale képviselőjeként dolgozott 1933 és 1943 között a török parlamentben, az Állami Oktatási Minisztérium főfelügyelője (1947), kulturális attasé Párizsban (1950), miközben az UNESCO török képviselőjeként is tevékenykedett.
1927-ben megnősült, egy gyermeke született (Ela).
A szerző az első világháború végén lépett az irodalmi színtérre. Cemal Nimet álnéven kezdett el publikálni. Reşat Nuri első munkáit 1917-ben tették közzé egy folyóiratban, majd egy évvel később színházi ismertetőit és tanulmányait is megjelentették. Ugyanakkor számos novellát is írt.

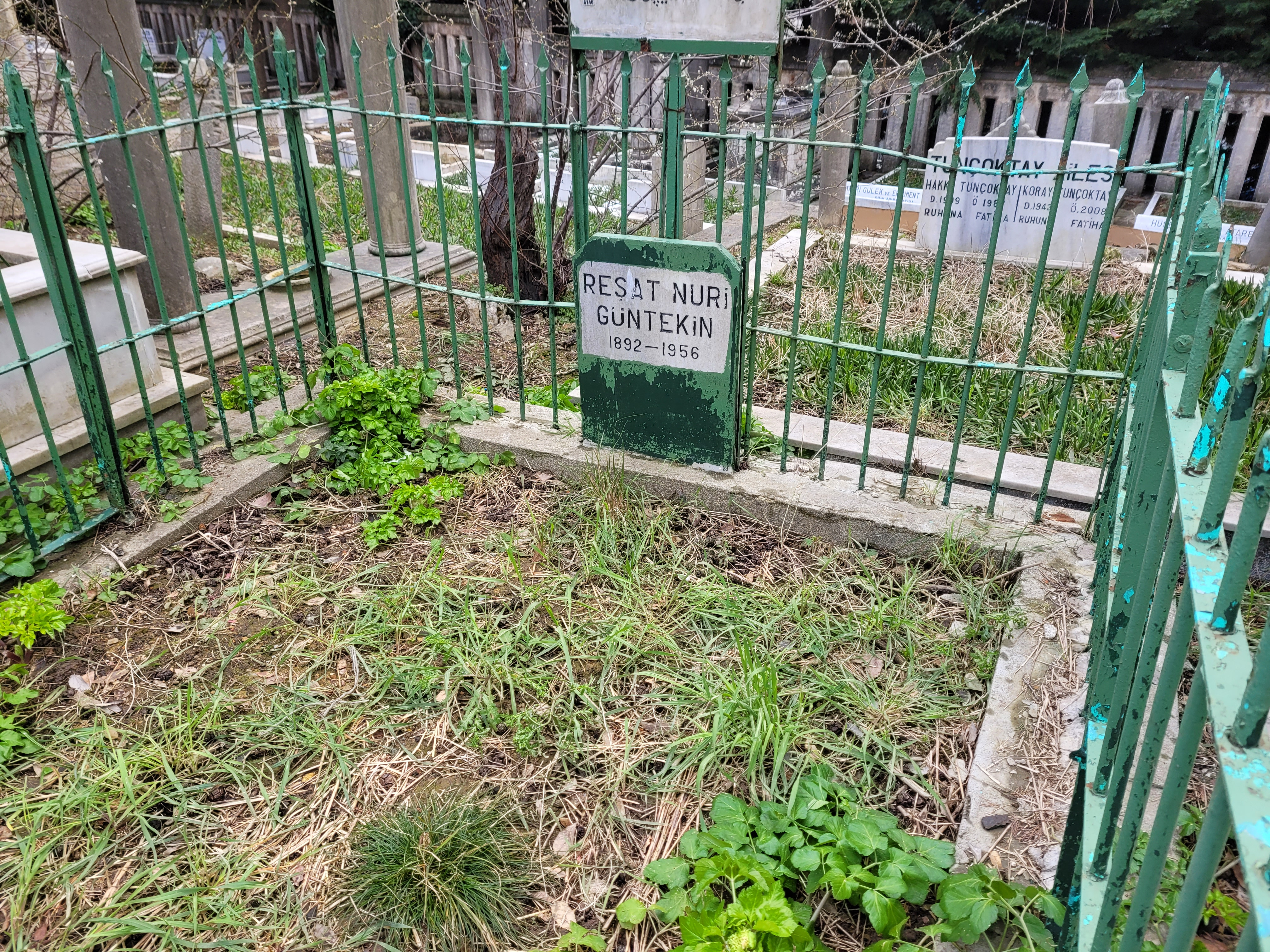
Reşat Nuri Güntekin sírja a Karacaahmet temetőben

Nyugdíjba vonulása után az isztambuli városi színházak irodalmi igazgatóságán dolgozott. 1956. december 7-én halt meg Londonban, ahol tüdőrák miatt kezelték. 1956. december 13-án temették el az isztambuli Karacaahmet temetőben.

## Művei

### Novellák
- Recm, Gençlik és Güzellik (1919)
- Roçild Bey (1919)
- Eski Ahbab
- Tanri Misafiri (1927)
- Sonmüş Yıldızlar (1928)
- Leylâ ile Mecnun (1928)
- Olağan İşler (1930)

### Regények
- Çalıkuşu (1922)
- Gizli El (1924)
- Damga (1924)
- Dudaktan Kalbe (1923)
- Akşam Güneşi (1926)
- Bir Kadın Düşmanı (1927)
- Yeşil Gece (1928)
- Acımak (1928)
- Yaprak Dökümü (1930)
- Eski Hastalık (1938)
- Değirmen (1944)
- Kızılcık Dalları (1944)
- Miskinler Tekkesi (1946)
- Harabelerin Çiçeği (1953)
- Kavak Yelleri (1961)
- Son Sığınak (1961)
- Kan Davası (1962)
- Ateş Gecesi (1953)

### Színház
- Hançer (1920)
- Eski Rüya (1922)
- Ümidin Güneşi (1924)
- Gazeteci Düşmanı, Şemsiye Hırsızı, İhtiyar Serseri (1925, három mű)
- Taş Parçası (1926)
- Bir Köy Hocası (1928)
- İstiklâl (1933)
- Hülleci (1933)
- Yaprak Dökümü (1971)
- Eski Şarkı (1971)
- Balıkesir Muhasebecisi (1971)
- Tanrıdağı Ziyafeti (1971)

### Magyarul
- Madárka (Magyar-Török Baráti Társaság, Budapest, ford.: Puskás László ISBN 9632145429

## Fordítás
- Ez a szócikk részben vagy egészben  a(z)   Гюнтекин, Решат Нури című orosz Wikipédia-szócikk ezen változatának fordításán alapul.  Az eredeti cikk szerkesztőit annak laptörténete sorolja fel. Ez a jelzés csupán a megfogalmazás eredetét és a szerzői jogokat jelzi, nem szolgál a cikkben szereplő információk forrásmegjelöléseként.